# 缩羽复叶耳蕨
缩羽复叶耳蕨（学名：Arachniodes japonica）也称渐尖复叶耳蕨，为鳞毛蕨科复叶耳蕨属下的一个植物种。